# Liegi-Bastogne-Liegi 1993
La Liegi-Bastogne-Liegi 1993, settantanovesima edizione della corsa, valida come prova della Coppa del mondo di ciclismo su strada 1993, fu disputata il 18 aprile 1993 per un percorso di 261 km. Fu vinta dal danese Rolf Sørensen, al traguardo in 7h14'08" alla media di 36,072 km/h.
Dei 184 ciclisti alla partenza furono in 100 a portare a termine la gara.

## Ordine d'arrivo (Top 10)
| Pos. | Corridore          | Squadra         | Tempo    |
| ---- | ------------------ | --------------- | -------- |
| 1    | Rolf Sørensen      | Carrera         | 7h14'08" |
| 2    | Tony Rominger      | CLAS-Cajastur   | a 1"     |
| 3    | Maurizio Fondriest | Lampre-Polti    | a 21"    |
| 4    | Jan Nevens         | Lotto-Caloi     | s.t.     |
| 5    | Moreno Argentin    | Mecair-Ballan   | a 37"    |
| 6    | Claudio Chiappucci | Carrera         | a 1'05"  |
| 7    | Giorgio Furlan     | Ariostea        | s.t.     |
| 8    | Vjačeslav Ekimov   | Novemail-Histor | a 1'19"  |
| 9    | Laurent Jalabert   | ONCE            | a 1'43"  |
| 10   | Steven Rooks       | Festina-Lotus   | s.t.     |